# Barba

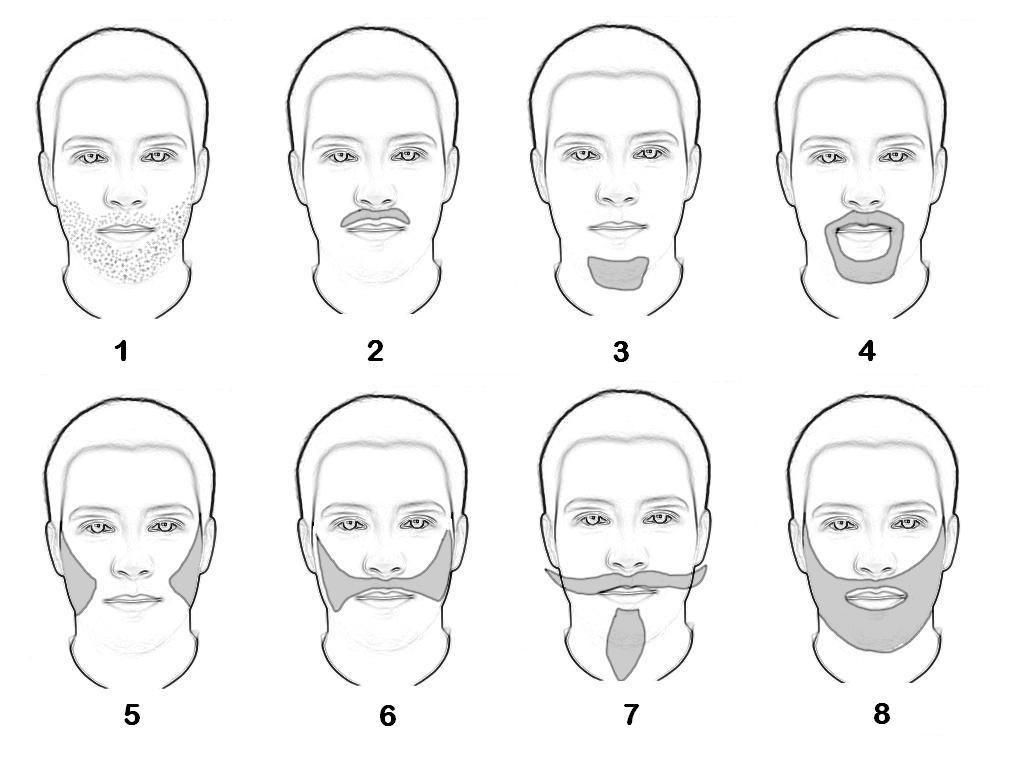
Distintos tipos de barbas:
1. Incipiente
2. Bigote
3. Barba de chivo o de mandarín
4. Española o tipo "candado"
5. Patillas largas
6. Patillas unidas por el bigote
7. Estilo Van Dyke
8. Barba completa

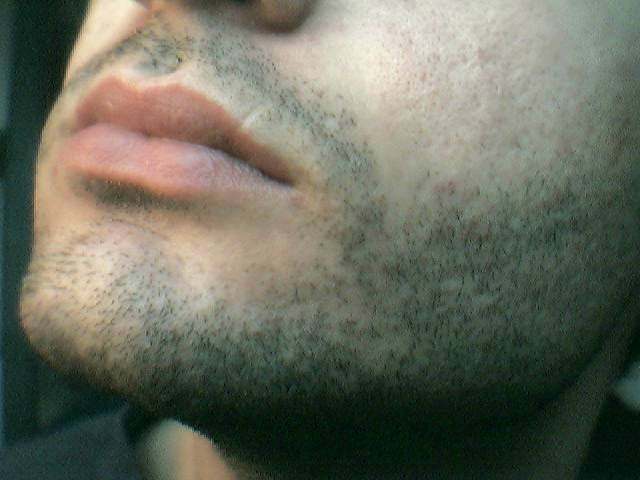
La llamada “barba de tres días” permite tener el rostro descubierto sin afeitarse diariamente, y dejar visible una barba muy corta.

La barba es el pelo que crece sobre el mentón (barbilla), el cuello, los pómulos y bajo el labio inferior del hombre. Ocasionalmente aparece en mujeres cuando se da hirsutismo.
A lo largo de la historia y en las diferentes culturas, a los hombres con vello facial se les ha atribuido la sabiduría, la potencia sexual o un estatus social alto, pero también la falta de higiene o refinamiento y una disposición excéntrica. En algunas religiones los hombres deben llevar la barba completa. También fue incluida en la moda, para las que se han definido varios estilos de barbas, que se pueden usar enfocadas en diferentes tipos y formas de rostros. 
La barba se recorta mediante el afeitado. En ocasiones, también se recorta procediendo a rasurar partes de los pómulos y el cuello. Algunas personas optan por moldear la barba con tijeras o incluso pinzas. Además, puede ser peinada mediante cepillos especializados o el popular peine de jabalí.
A menudo se combina la barba con el bigote, que es el pelo que crece sobre el labio superior. Existen también estilos específicos en los cuales se prefiere cortar el bigote, como la barba Amish o Islámica.

## Desarrollo

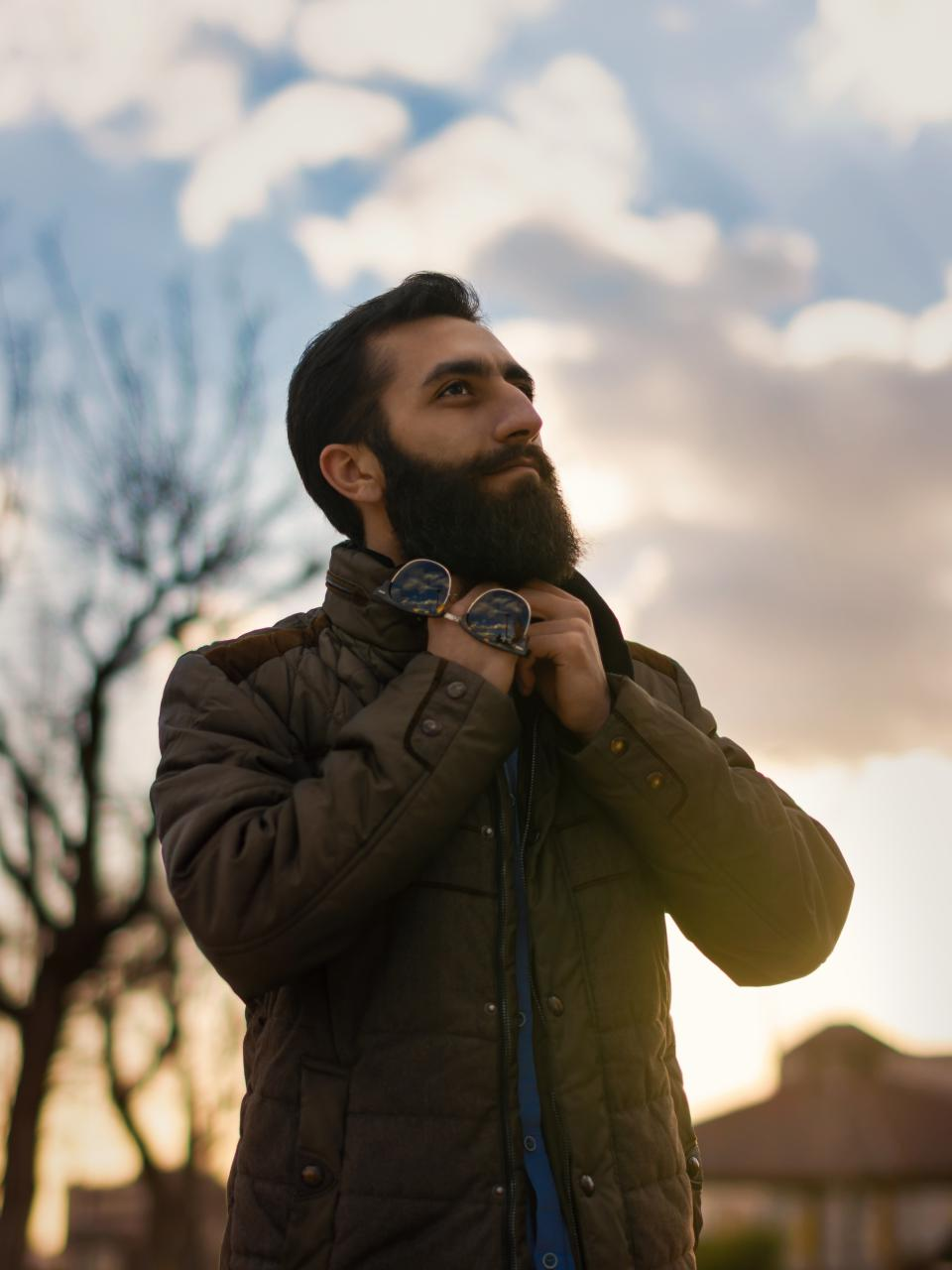
Hombre iraní aproximadamente de treinta años con barba.

La barba comienza a desarrollarse durante la pubertad. El crecimiento del vello androgénico en el rostro, está vinculado a la estimulación de los folículos pilosos de la cara por la dihidrotestosterona, el cual genera el crecimiento y desarrollo de la barba, durante y después de la pubertad. La dihidrotestosterona es una hormona que se produce a partir de la testosterona. El tiempo de crecimiento y la cantidad de barba, depende de la genética heredada de cada individuo. Por lo general, la barba en los hombres alcanza su punto máximo de desarrollo a los treinta años de edad.

## Función
No existen motivos comprobados de la función exacta del crecimiento de la barba, pero sí teorías. Una de ellas, es que protege la piel de los rayos ultravioletas del sol, ayudando también a frenar el proceso de envejecimiento al evitar la exposición permanente de la piel al sol. La barba evita que la piel se vea afectada por otros factores externos como el aire, el frío o la contaminación.
El profesor y psicólogo evolucionista de la Universidad de Nuevo México, Geoffrey Miller, argumentó que la barba posee diversas funciones ornamentales, entre ellas: la atracción intersexual (atraer a las mujeres instintivamente) y la competencia intrasexual (intimidando a los hombres rivales).

## Historia

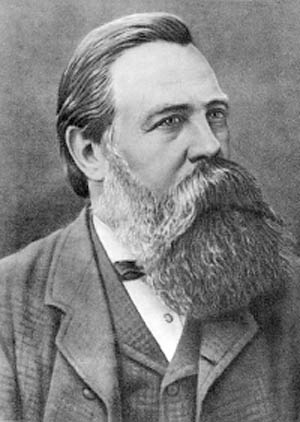
Friedrich Engels exhibiendo tupidos bigote y barba.

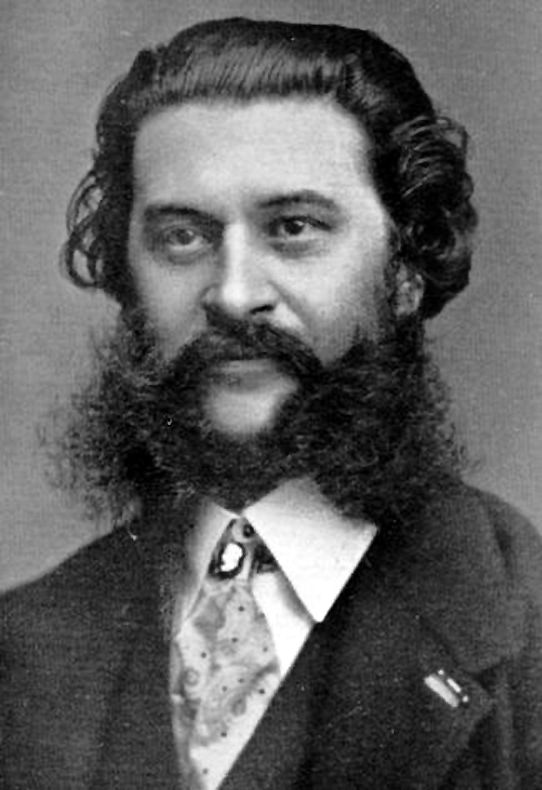
Johann Strauss II con barba, bigote y largas patillas.

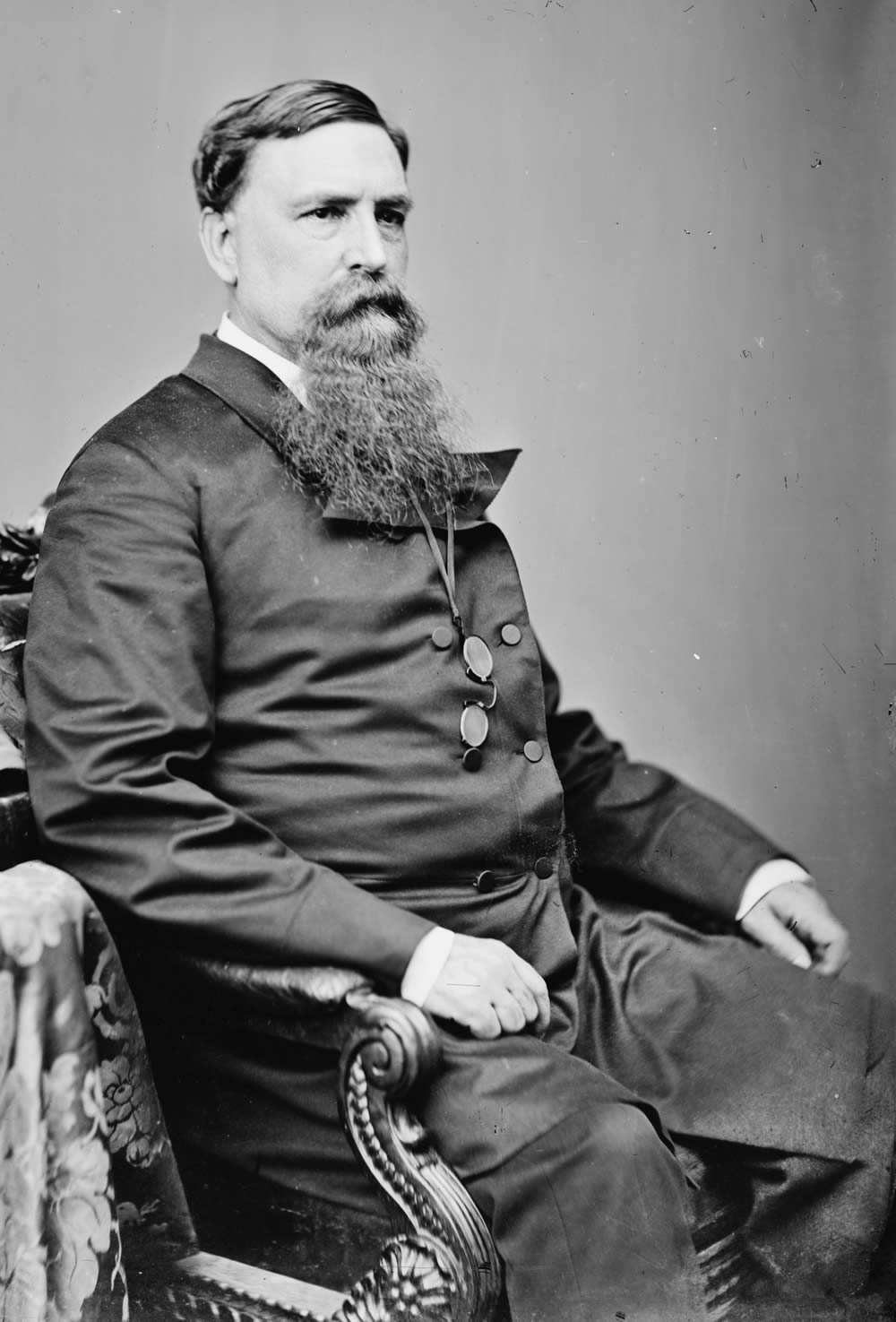
El gobernador de Maryland Thomas Swann con bigote y una larga perilla.

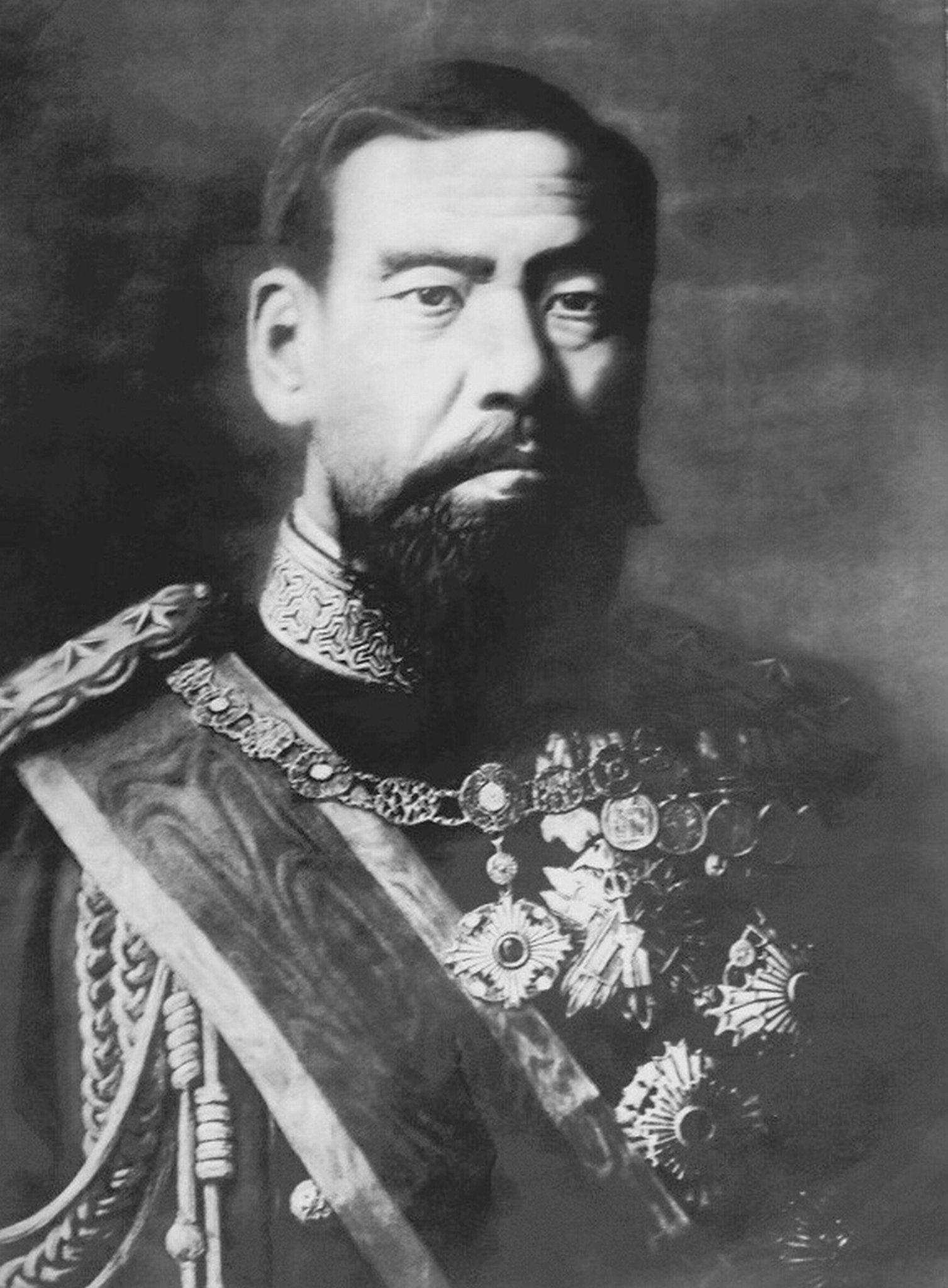
El emperador Meiji de Japón con barba y bigote.

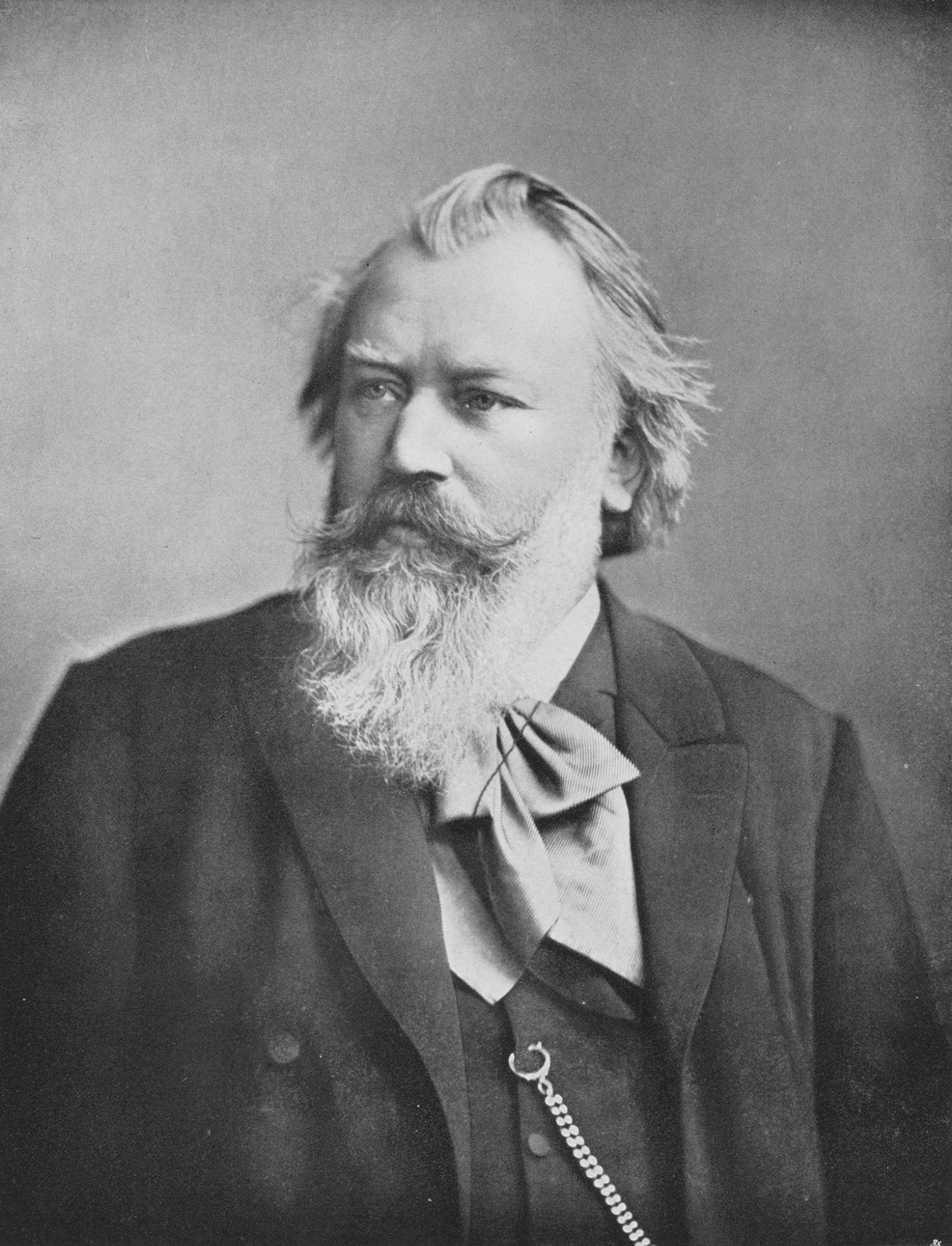
Johannes Brahms con barba larga y bigote.

### Edad Antigua y el mundo clásico
La clasificación más temprana se da en el antiguo Egipto cerca de 3000 a 1580 antes de Cristo, cuando se dejaban crecer la barba en la barbilla y que con frecuencia se lo teñían con henna (marrón rojizo) y otras veces, hacían trenzados con hilos de oro entrelazados con el propio pelo. Una barba real o postiza, era un signo de la soberanía, fue usado por las reinas, los reyes y, a veces las vacas. Esto se llevó a cabo en lugar por un lazo atado en la cabeza y unida a una correa de oro a la barbilla. Esta moda transcurrió del 3000, al 1580 a. C.
Las civilizaciones de Mesopotamia (los sumerios, los asirios, los babilonios, caldeos…) se esmeraban en el cuidado y dedicación de sus barbas, con pinzas y tenazas para crear rizos elaborados o tirabuzones. Los persas eran aficionados a las largas barbas.

### La antigua India
En la antigua India se permitía un crecimiento importante de la barba, considerado de esta forma, un símbolo de dignidad y de sabiduría (ejemplo de los sadhu). Por lo general tratan sus barbas con sumo cuidado y veneración, y el castigo por el libertinaje y el adulterio era tener la barba afeitada en público. Tenían un sentido sagrado en la preservación de la barba, además un hombre podía saldar el pago de una deuda.

### Grecia antigua
Los antiguos griegos consideraban la barba como símbolo o signo de virilidad, y había adquirido un significado casi santificado. Sólo se rapaba como señal de duelo. Una cara lisa era considerada como un signo de afeminamiento. Los espartanos que mostraban signos de cobardía, eran castigados con el afeitado de sus barbas. Desde los primeros tiempos, sin embargo, el rasurado del labio superior no era nada raro. Los griegos también rizaban la barba con tenazas.

### Antigua Macedonia
En la época de Alejandro Magno, se introdujo la costumbre de afeitarse. Según se informa, Alejandro ordenó a sus soldados estar bien afeitados, temiendo que sus barbas sirviesen como asas para que sus enemigos los tomaran y les tirasen de los cabellos. Así pues, el afeitado se difundió entre los macedonios por imitación, cuyos reyes están representados en las monedas con las caras lisas. Poco después se implantaron leyes en contra, excepto en Rodas y Bizancio. Incluso Aristóteles se ajustaba a la nueva costumbre, a diferencia de los otros filósofos, y conserva la barba como símbolo de su profesión.

### La antigua Roma
El afeitado parece que estaba extendido entre los romanos durante su historia temprana (en los reyes de Roma y los principios de la República). Plinio nos dice que P. Ticinius fue el primero que trajo un barbero a Roma, que fue en el año 454 después de la fundación de la ciudad (es decir, alrededor de 299 a. C.). Escipión el Africano fue aparentemente el primero entre los romanos que se afeitó la barba. Sin embargo, muy pronto casi todos los hombres romanos fueron bien afeitados, ya que se convirtió en un signo diferenciador entre romanos y griegos. Solo en los últimos tiempos de la República, los jóvenes romanos comenzaron a recortarse la barba solo por partes, según la moda. Los niños preadolescentes se untaban la barbilla con aceite con la esperanza de forzar el crecimiento prematuro de la barba.
Sin embargo, en los últimos años de la república ver una barba era algo inusual. De manera general, en Roma en ese momento una larga barba era considerada un signo de dejadez y de miseria. El primer afeitado era considerado como el comienzo a la edad adulta y era celebrado con una fiesta. Por lo general, en esta fiesta a los adolescentes romanos se les otorgaba la toga virilis. Augusto lo hizo a sus veinticuatro años, Calígula en su vigésimo cumpleaños. Muchas veces, el pelo cortado en estas festividades era consagrado a un dios. Así, Nerón lo puso en una caja de oro con perlas, y lo dedicó a Júpiter. Los romanos, a diferencia de los griegos, dejaban crecer sus barbas en época de duelo; lo hizo Augusto por la muerte de Julio César. Por otra parte, los hombres de las zonas rurales alrededor de Roma no parece que se afeitaran, exceptuando cuando iban al mercado cada ocho días, por lo que su apariencia habitual probablemente cambiaba por una barba más corta. 
En el siglo II d. C., el emperador Adriano, según Dion Casio, fue el primero de todos los césares en dejarse crecer la barba. La Historia Augusta dice que lo hizo para ocultar las cicatrices en su rostro. Este fue un período de imitación generalizada de la cultura griega en Roma. Muchos otros hombres se dejaron crecer la barba imitando a Adriano y la moda griega. Hasta la época de Constantino el Grande los emperadores aparecen en bustos y monedas con barba.

### Celtas y germanos
Entre los celtas de Escocia e Irlanda los hombres solían dejarse crecer la barba dándoles forma circular, e incluso el hecho de no tener vello facial era visto a menudo como deshonroso. Tácito afirmó que entre los Catti, una tribu germánica, no se le permitía afeitarse o cortarse el pelo a un joven hasta que no había matado a un enemigo. Los lombardos tenían fama de llevar barbas muy largas. Como los romanos estaban obligados a ir bien afeitados, para los pueblos celtas y germanos era también un signo diferenciador llevar barba, tal y como hacían los romanos con los griegos. Así pues, aparte de un signo de virilidad, también era un símbolo de libertad.

### La Edad Media
En la Edad Media la barba adquirió un símbolo de virilidad, libertad, honor y, sobre todo, de sabiduría.

### Del Renacimiento a hoy en día
En el siglo XV la mayoría de los hombres europeos estaban bien afeitados. Las barbas del siglo XVI se dejaron crecer a longitudes increíbles, pero era cuestión de modas (ver los retratos de John Knox, Gardiner y Thomas Cranmer). Algunas barbas de estos tiempos fueron la espada española, la barba inglesa de corte cuadrado, la barba bifurcada y la barba de aguja entre otros. Curiosamente, esta tendencia de dejar las barbas largas fue más acentuada durante el reinado de la reina María, un tiempo de reacción contra la reforma protestante.
En los círculos urbanos de Europa occidental y América, la barba pasó de moda después de principios del siglo XVII, hasta tal punto que en 1698 Pedro el Grande de Rusia, ordenó a los hombres a que se afeitaran la barba, y en 1705 estableció un impuesto sobre barbas con el fin de que la sociedad rusa estuviese más en consonancia con la Europa occidental contemporánea.

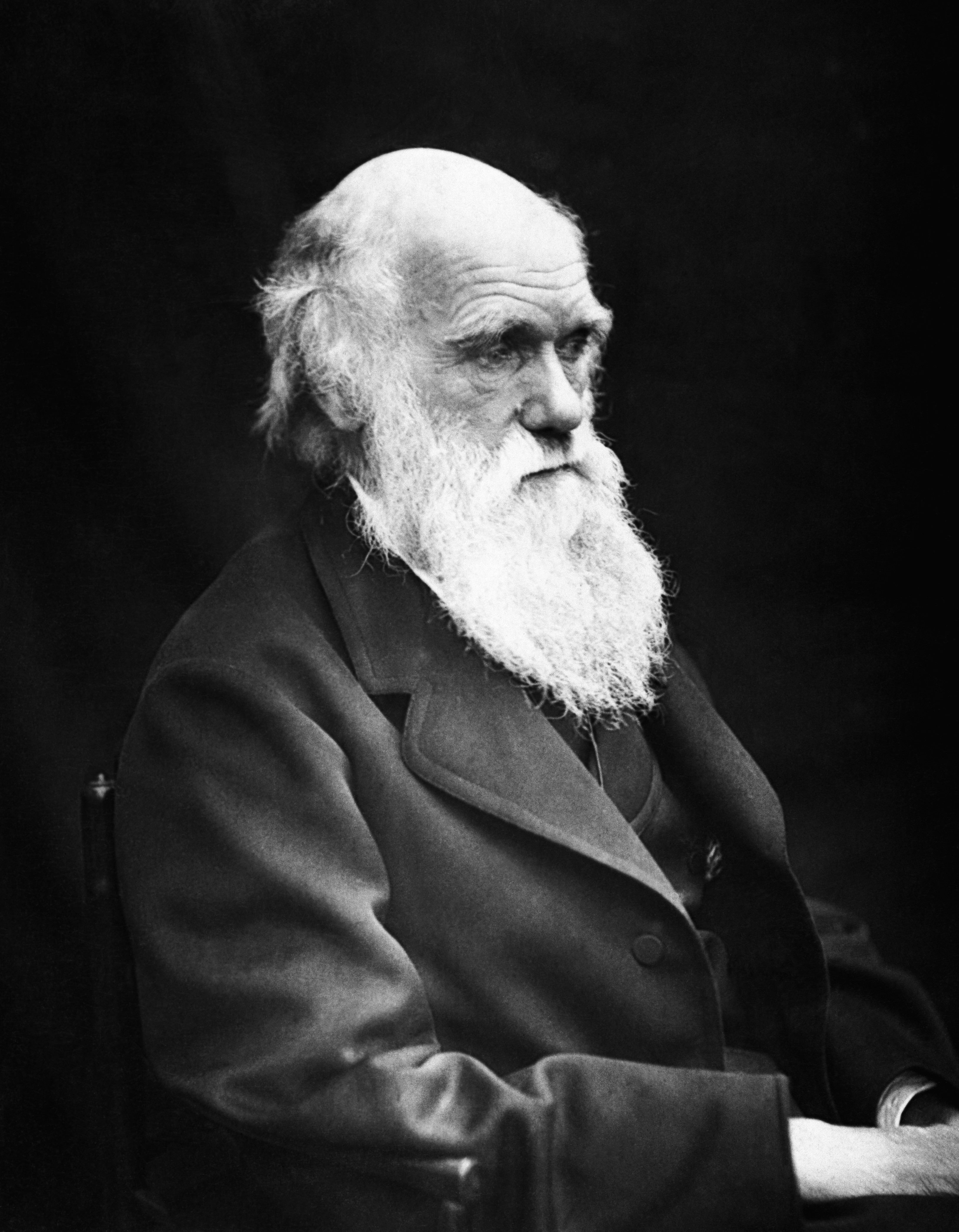
Charles Darwin con barba completa.

La popularidad de la barba se redujo en la sociedad occidental, y la mayoría de los hombres del siglo XVIII, sobre todo entre la nobleza y clases altas, iban bien afeitados. Hubo, sin embargo, un cambio dramático en la popularidad de la barba durante la década de 1850, con lo que se convertirían en marcadamente más populares. Por lo tanto, las barbas fueron adoptadas por muchos líderes, tales como Martín Carrera Sabat (presidente de México), Alejandro III de Rusia, Napoleón III de Francia, Federico III de Alemania, así como muchos estadistas y personalidades de la cultura, tales como Benjamin Disraeli, Charles Dickens, Giuseppe Garibaldi, Karl Marx y Giuseppe Verdi. Esta tendencia puede ser reconocida en Estados Unidos, donde se puede ver el cambio entre los presidentes posteriores a la Guerra Civil. Antes de Lincoln, los presidentes estadounidenses no usaban barba, después de Lincoln hasta William Howard Taft, cada presidente, excepto Andrew Johnson y William McKinley, llevaban barba o bigote.
La barba se vinculó en este período con las nociones de masculinidad y coraje. La popularidad ha contribuido a la estereotipada figura masculina victoriana en la mente popular, la figura severa vestidos de negro, cuya seriedad era acentuada por una barba tupida.

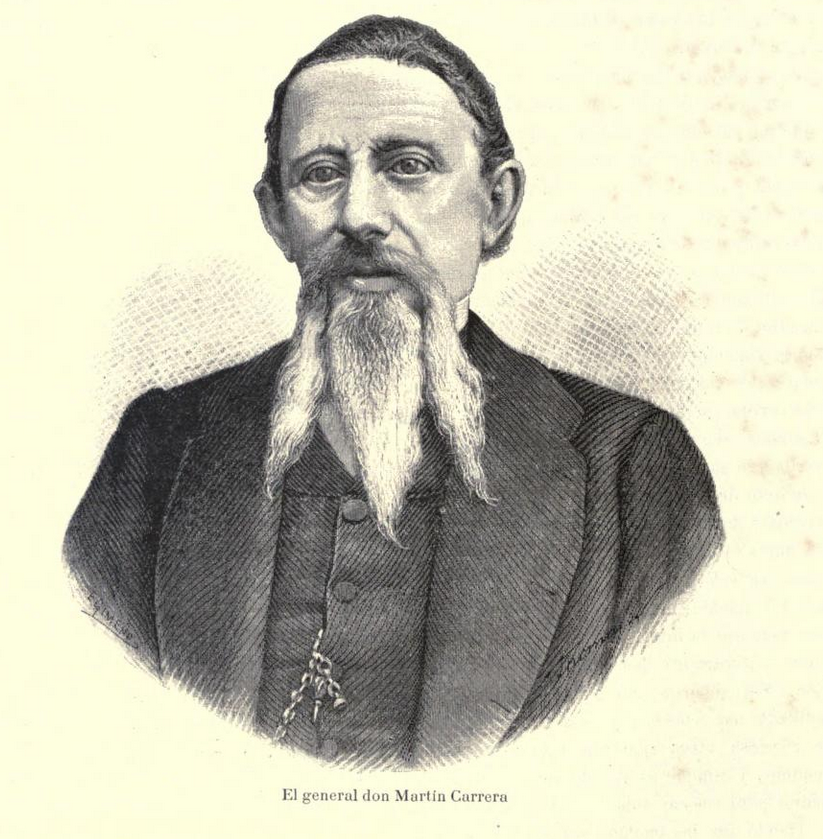
Martín Carrera con barba y bigote completos.

Sin embargo, el vello facial sufrió un lento descenso en su popularidad. A pesar de mantenerse en algunos personajes, que eran hombres jóvenes de la época victoriana (como Sigmund Freud), la mayoría de los hombres que conservaron el vello facial durante los años 1920 y 1930 se limitaron a un bigote o una barba de chivo (por ejemplo: Marcel Proust, Albert Einstein, Vladimir Lenin, León Trotski, Adolf Hitler y Iósif Stalin). En esta época también se extendió la moda de llevar barba en ambientes obreros o sindicalistas, es decir, en los movimientos de izquierda. Desde la segunda mitad del siglo XX destacan en la izquierda política los casos de Fidel Castro, Ernesto "Che" Guevara y Lula da Silva y en la derecha el caso de José María Aznar,  Mariano Rajoy, Pablo Casado y Santiago Abascal.
En Estados Unidos, por su parte, los galanes cinematográficos y los superhéroes eran retratados con los rostros afeitados. Los pocos hombres que llevaban barba o bigote, durante este período, fueron con frecuencia inmigrantes centroeuropeos, los miembros de sectas religiosas o miembros sindicalistas. 

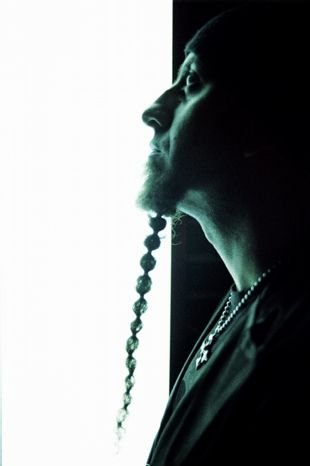
Barba de Shavo Odadjian, integrante de la banda System of a Down.

La barba se volvió a introducir en la sociedad debido a la contracultura, en primer lugar con los Beatniks en la década de los 50 y después con el movimiento hippie en los 60. Desde la guerra de Vietnam las barbas explotaron en popularidad. El mayor auge se dio de mediados de la década de los 60 hasta fines de los 70, cuando la barba fue usada por los hippies, músicos y hombres de negocios. Por ejemplo, algunos músicos de pop, rock, hard rock, reggae, soul y pop latino que alguna vez utilizaron o utilizan barba fueron Barry White, Bob Marley, Jim Morrison (de The Doors), los miembros masculinos de Peter, Paul and Mary, Ian Gillan, Roger Glover y Jon Lord (los tres de Deep Purple), Jethro Tull, Jerry García (de los Grateful Dead), David Gilmour, Rick Wright y Nick Mason (los tres de Pink Floyd), Doug Clifford (de Creedence Clearwater Revival), Björn Ulvaeus (de ABBA), Phil Collins y Mike Rutherford (ambos de Genesis), The Eagles, Rob Halford y Ian Hill (ambos de Judas Priest), Marco Antonio Solís, Juan Luis Guerra, ZZ Top e incluso Los Beatles en su última etapa. La tendencia de la barba aparentemente omnipresente en la cultura estadounidense disminuyó a finales de la década de 1970.

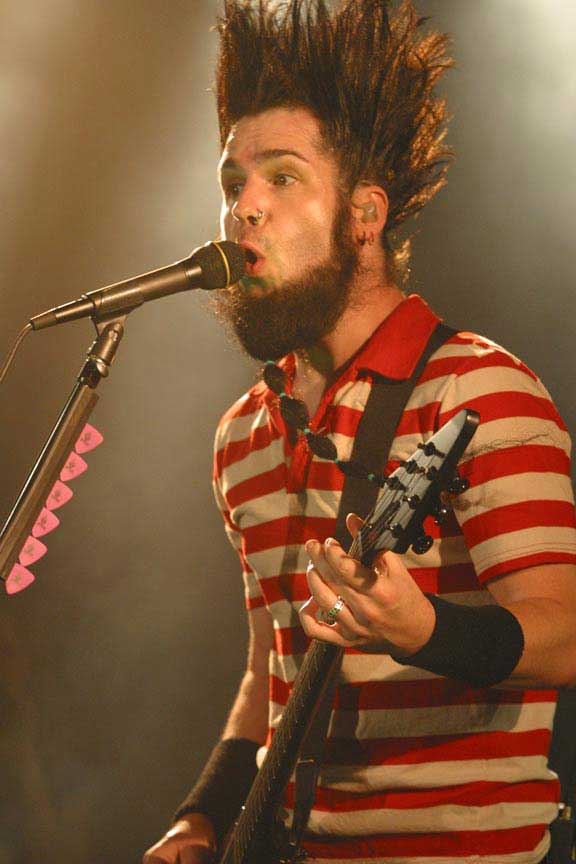
Mítica y característica barba de Wayne Static de la banda Static-X.

Un estrato de la sociedad estadounidense en donde el vello facial es prácticamente inexistente es la política. El último presidente de los Estados Unidos que usó cualquier tipo de vello facial fue William Howard Taft, quien estuvo en el poder desde 1909 hasta 1913. El último vicepresidente de los Estados Unidos que usó algún tipo de vello facial fue Charles Curtis, que estuvo en el poder desde 1929 hasta 1933.
Desde la década de 1990 en adelante, la moda en las barbas en general ha ido hacia una barba de chivo o perilla, o una barba muy corta completa redondeada a la altura de la garganta; y desde 1985 la moda se acercó a una «barba de dos días», dando un aspecto de descuidado, aunque sea una estética muy trabajada. A finales del siglo XX, la barba estilo candado se había convertido en relativamente común. 
Al comienzo del siglo XXI, las barbas largas se han vuelto a popularizar entre los hombres jóvenes occidentales. Cada vez está siendo más utilizada y se han vuelto a poner de moda las barbas pobladas de los años 50.

## Barbas en la religión
La barba también desempeña un papel importante en algunas religiones. En la mitología griega, por ejemplo, Zeus y Poseidón siempre eran retratados con barba, pero Apolo, nunca. En el siglo V a. C., el barbudo Hermes fue sustituido por un joven imberbe más familiar. 

### Barba en el cristianismo
Jesús es casi siempre representado con una barba en la iconografía y el arte que datan desde el siglo cuarto. En las pinturas y estatuas de la mayoría de personajes del Antiguo Testamento bíblico, como Moisés y Abraham y los discípulos del Nuevo Testamento de Jesús como de San Pedro están con barba, al igual que Juan el Bautista. Juan el Apóstol es generalmente representado como bien afeitado en el arte europeo occidental, sin embargo, hace hincapié en su relativa juventud. Ocho de las figuras retratadas en la obra La Última Cena  de Leonardo da Vinci, son barbudos.
En el cristianismo ortodoxo las barbas a menudo son usadas por los miembros del sacerdocio y por monjes, incluso en ocasiones se han recomendado para todos los creyentes. Los Amish y los hombres Hutterite deben afeitarse hasta que se casen, y después dejarse crecer la barba y desprenderse de ella, aunque se le dé una forma particular a la misma. Muchos cristianos sirios en Kerala, India, llevaban largas barbas.
En el Burchardus 1160, el abad del monasterio de los cistercienses de Bellevaux escribió un tratado sobre la barba. En su opinión, la barba era apropiada para los hermanos laicos, pero entre los monjes no se sugería para los sacerdotes.
Hoy en día, entre los miembros de muchas comunidades religiosas católicas, principalmente las de origen franciscano, el uso de barba es señal de su vocación. En varias ocasiones durante la historia, la Iglesia católica ha permitido y prohibido vello facial entre los adeptos.
Aunque la mayoría de los cristianos protestantes hoy siguen la moda imperante de su cultura, algunos históricamente han asumido el liderazgo en la moda abiertamente alentando el crecimiento de la barba como «un hábito más natural, sugerido por las escrituras, masculino y beneficioso» o por la prohibición de afeitarse por completo, como en el caso de algunas iglesias presbiterianas. Algunos judíos mesiánicos también llevan barba para mostrar su respeto del Antiguo Testamento.

### Barba en el hinduismo

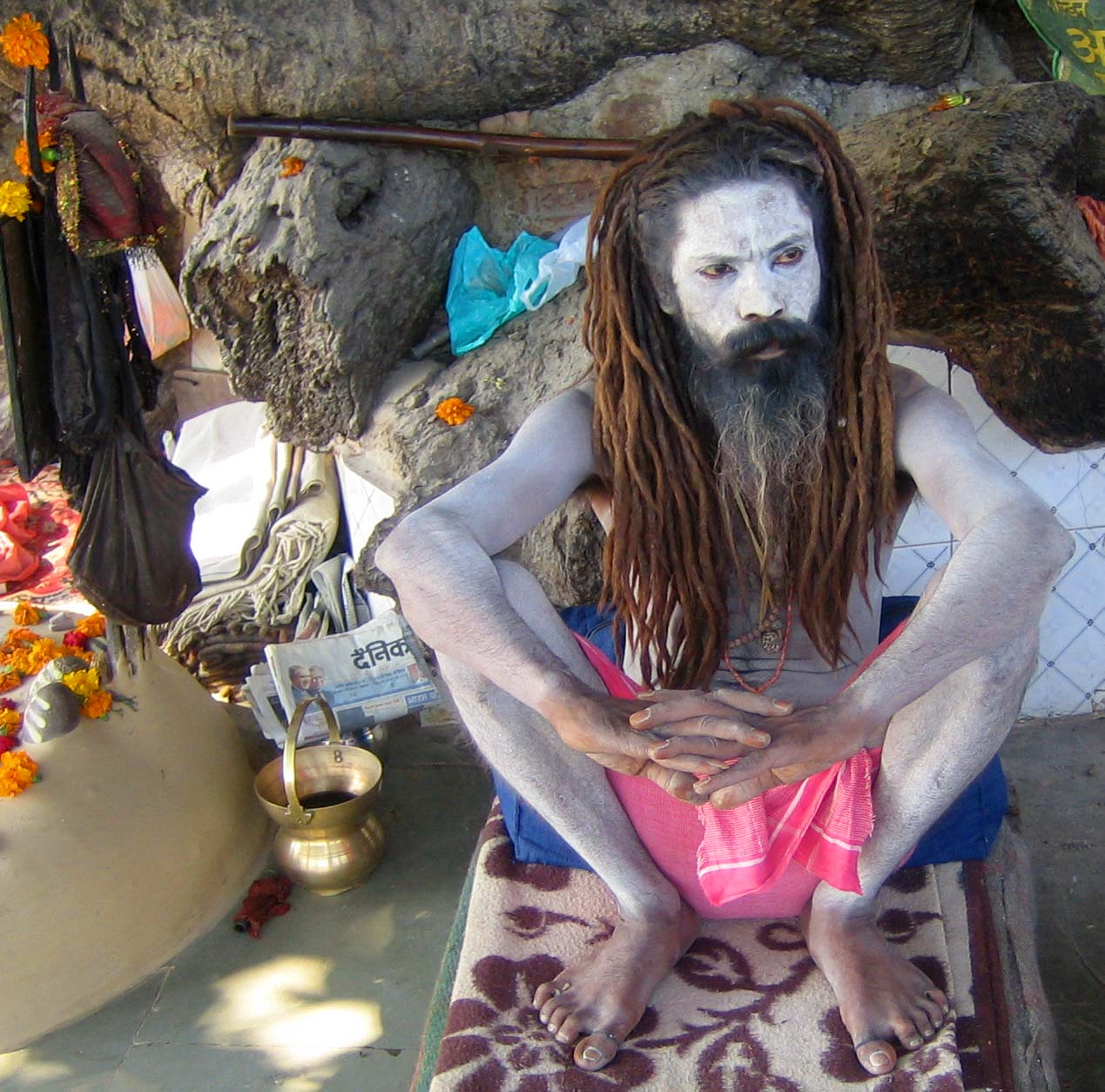
Un Sadhu durante el Kumbhamela.

Los shivaístas generalmente tienen barba, ya que no se permite a los dueños tener nada, eso incluye la navaja de afeitar. La barba es también un signo de un estilo de vida nómada y ascética.
Muchos sadhus y yoguis, practicantes de yoga, deciden dejarse la barba en todas las situaciones de la vida.
A los hombres vaishnava, por lo general de la secta de ISKCON, se los anima a afeitarse como signo de limpieza, excepto una pequeña coleta llamada shikha.

### Barba en la religión sikh
Los miembros de la religión Sikh (también se puede llamar Sij) tienen prohibido cortar el pelo y la barba durante toda su vida. 
Gurú Gobind Sing, el décimo Gurú de la fe Sikh, mandó que se mantuviera sin cortar como una forma de reconocimiento y adherencia a la fe. Los Sikhs consideran la barba como parte de la dignidad y nobleza de su masculinidad. "Kesh" o el pelo sin cortar —incluida la barba— es una de las 5 "K's " que observa cualquier hombre de esta religión.

### Barba en el islam
El punto de vista de los eruditos musulmanes es que el mantenimiento de la barba es, por lo menos, un digno de elogio para los hombres, ya que sigue el ejemplo de Mahoma, y la mayoría lo consideran obligatorio.
Dejarse crecer la barba es wayib (obligatorio) para todos los hombres musulmanes que puedan hacerlo. Todos los sabios de as-Salaf us-Salih (las primeras generaciones de musulmanes), incluyendo los Cuatro Imames, sostienen unánimemente que es haram (prohibido) afeitarse la barba. Afeitarla se considera una mutilación absolutamente prohibida, tal como ha sido reportado por ‘Umar ibn Abdul ‘Aziz –[At-Tarijde Ibn Asakir]. Consideran que el hombre que se afeita la barba tiene aspectos afeminados. Muchos de ellos no aceptaban el testimonio de un hombre afeitado ni tampoco consideraban que debía liderar las oraciones.

### Barba en el judaísmo
La Torá prohibió cortar la barba con navaja, sin embargo, con una tijera o máquina de afeitar, cuyas cuchillas no son como navaja, u otro sistema que no requiera apoyar el filo de un cuchillo sobre el rostro, se puede emplear sin inconveniente.
Además, algunos judíos se abstienen de afeitarse tras la muerte de un pariente cercano, durante el período de treinta días de luto, conocido en hebreo como el Shloshim (treinta), así como durante los períodos de la «Cuenta del Omer» y las tres semanas.
"El Zohar", una de las principales fuentes de la Cábala, señala que los pelos de la barba son símbolo de los canales de energía subconsciente sagrado que fluyen desde la parte superior para el alma humana. Por lo tanto, la mayoría de judíos jasídicos, para quienes la Cábala representa un papel importante en su práctica religiosa, ni se rasuran ni recortan sus barbas.

### Barba en el movimiento rastafari
Un hombre rastafari con barba, muestra una señal de su pacto con Dios (Jah o Jehová) y la Biblia como fuente de su conocimiento. Así pues, se puede leer "No hará ninguna calvicie sobre sus cabezas, ni afeitarse los bordes de la barba, ni hacer cortes en su carne." Del mismo modo, no es raro que una barba rastafari crezca sin peinar, como rastas.

## Prohibición de la barba
Enver Hoxha, el dictador de Albania, llegó a prohibir la barba en la década de 1970. En muchos aspectos de la vida cotidiana la barba estaba totalmente prohibida, ya fuese por motivos de imagen o higiene.

### Prohibición civil
Los pilotos profesionales de aviación deben estar bien afeitados para facilitar un sellado hermético de sus máscaras de oxígeno auxiliar. Del mismo modo, en el cuerpo de bomberos también puede estar prohibida la barba completa, para obtener así un sellado adecuado de equipo.
Como curiosidad, en Isezaki, ciudad en la prefectura de Gunma, Japón, se decidió prohibir la barba a los empleados municipales el 19 de mayo de 2010. 

### Prohibiciones en los deportes

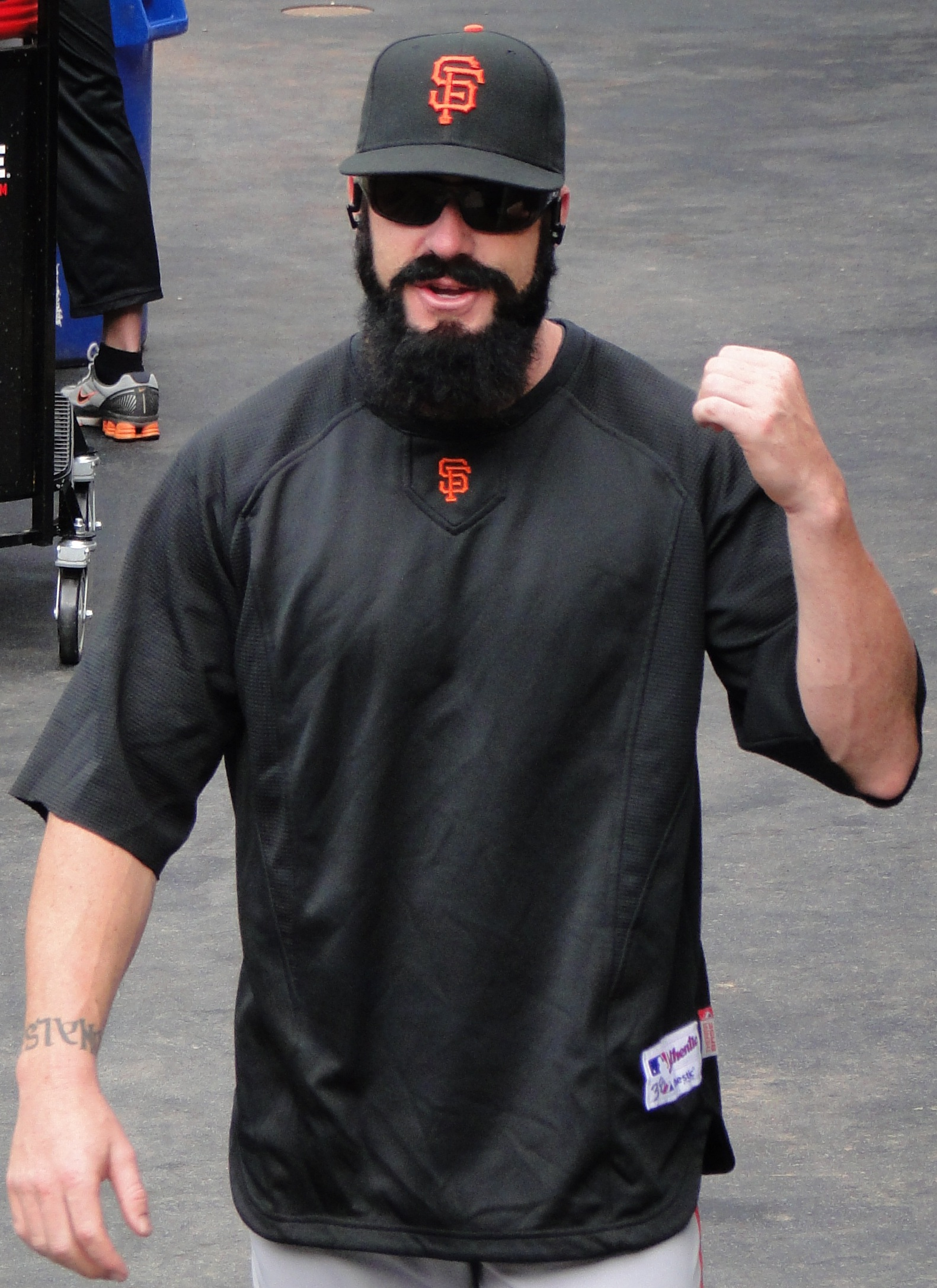
Barba del beisbolista Brian Wilson en 2011.

Es ilegal que los boxeadores amateurs tengan barba. Como medida de seguridad, los luchadores de la escuela secundaria deben estar afeitados antes de cada pelea, aunque los bigotes bien recortados a menudo están permitidos.
El equipo de béisbol de Cincinnati, el Cincinnati Reds, tuvo una política que obligaba a que todos los jugadores tenían que estar completamente afeitados (sin barba, bigote o patillas largas). Sin embargo, esta política fue abolida tras la venta del equipo por Marge Schott en 1999.
Bajo el dueño George Steinbrenner, el equipo de béisbol de los Yankees tenía un estricto código de vestimenta que prohibía el pelo largo y barba debajo del labio. Más recientemente, Willie Randolph exentrenador de los Miami Marlins y Joe Girardi, entrenador de los New York Yankees, adoptaron una política similar de afeitado para sus clubes.
La «barba de los play-offs» es una tradición común en los equipos en la Liga Nacional de Hockey, y ahora en otras ligas, donde los jugadores dejan crecer su barba desde el comienzo de la temporada de play-offs.
En el sumo está terminantemente prohibido tanto la barba como el bigote, por lo que los luchadores pueden estar hasta tres días como máximo sin afeitarse. También los árbitros tienen prohibido usar barba y bigote; sin embargo, hubo un tiempo en el que sí se les permitió usar barba y bigote, tanto a los luchadores como a los árbitros (aunque por aquella época era opcional).

### Las fuerzas armadas
Dependiendo del país, el período histórico y la unidad militar a la que pertenezca el soldado, la regulación del vello facial experimenta grandes variaciones: desde la prohibición total a ser permitida bajo ciertas condiciones, estar permitida pero bajo petición al superior competente, hasta el otro extremo de ser recomendable o incluso en algunos casos ser obligatorio algún tipo de bigote o barba por considerarse parte integrante del uniforme.